# 日置浄足
日置 浄足（へき の きよたり、生没年不詳）は奈良時代の官人。名は清足とも。
経師として活躍し、大初位上から正八位上に昇り、図書少允などを務めた。 